# Le Sicilien (film, 1987)
Cet article concerne le film de Michael Cimino. Pour le film de Pierre Chevalier, voir Le Sicilien.
Pour les articles homonymes, voir Le Sicilien.
Pour plus de détails, voir Fiche technique et Distribution.
Le Sicilien (The Sicilian) est un film américain réalisé par Michael Cimino, sorti en 1987. C'est l'adaptation du roman du même nom de Mario Puzo publié en 1984. Tout comme le roman, le film relate de façon romancée la vie du paysan et bandit indépendantiste sicilien, Salvatore Giuliano.

## Synopsis
En 1943 en Sicile, Salvatore Giuliano est un hors-la-loi qui vole les riches pour donner aux pauvres, avec l'espoir de voir les paysans racheter leurs terres et que la Sicile devienne un état libre. Il abat un carabinier qui l'avait appréhendé au cours d'un contrôle alors qu'il livrait clandestinement du blé.

## Fiche technique
Sauf indication contraire, les informations mentionnées dans cette section peuvent être confirmées par la base de données cinématographiques IMDb,  présente dans la section « Liens externes ».
- Titre francophone : Le Sicilien
- Titre original : The Sicilian
- Réalisation : Michael Cimino
- Scénario : Steve Shagan, avec la participation non créditée de Gore Vidal, d'après le roman Le Sicilien de Mario Puzo
- Photographie : Alex Thomson
- Montage : Françoise Bonnot
- Musique : David Mansfield
- Décors : Wolf Kroeger
- Costumes : Wayne A. Finkelman
- Production : Joann Carelli, Michael Cimino et Bruce McNall

Producteur délégué : Sidney Beckerman
- Sociétés de production : Gladden Entertainment
- Distribution : AMLF (France), 20th Century Fox (États-Unis)
- Langues originales : anglais, italien
- Pays de production :  États-Unis
- Format : Couleurs - 2,20:1 - Dolby - 35 mm
- Genre : action, drame, biopic
- Durée : 115 minutes, 146 minutes (version director's cut)
- Dates de sortie[1] :
  - États-Unis : 23 octobre 1987
  - France : 28 octobre 1987
- Affiche : Clément Hurel (France)

## Distribution
- Christophe Lambert (VF : lui-même) : Salvatore Giuliano
- Terence Stamp (VF : Bernard Tiphaine) : Prince Borsa
- Joss Ackland (VF : Jacques Deschamps) : Don Masino Croce
- John Turturro (VF : Mostefa Stiti) : Pisciotta
- Richard Bauer : Hector Adonis
- Barbara Sukowa : Camilla, la duchesse de Crotone
- Giulia Boschi (VF : Béatrice Delfe) : Giovanna Ferra
- Ray McAnally (VF : Raymond Gérôme) : Trezza
- Barry Miller (VF : Raoul Delfosse) : Dr. Nattore
- Andreas Katsulas (VF : Sady Rebbot) : Passatempa
- Michael Wincott (VF : Vincent Grass) : Silvestro Canio
- Derrick Branche : Terranova
- Richard Venture (VF : William Sabatier) : le cardinal de Palerme
- Ramon Bieri (VF : Régis Ivanov) : Quintana
- Stanko Molnar (VF : Vincent Grass) : Silvio Ferra

## Production

### Genèse et développement
Après le succès du film Le Parrain (adapté de son roman du même nom), Mario Puzo écrit le roman Le Sicilien, publié en 1984. Le roman revient sur la vie de Salvatore Giuliano et contient certains personnages du Parrain. L'auteur reçoit une offre d'un million de dollars pour adapter son roman au cinéma. David Begelman, gérant de Gladden Entertainment, engage Michael Cimino pour le mettre en scène.
Gore Vidal procède à quelques réécritures du script. Non crédité au générique pour son travail, Il poursuivra en justice le scénariste Steve Shagan et la Writers Guild of America pour cela. Il aura gain de cause,.
Pour des raisons de droit, tous les éléments du roman Le Sicilien rappelant Le Parrain sont supprimés. Pourtant dans le roman, Michael Corleone apparait brièvement.

### Attribution des rôles
Michael Cimino souhaite dès le départ Christophe Lambert pour le rôle principal. Les producteurs sont au départ réticents à l'idée qu'un acteur français incarne un héros italien dans un film américain. Finalement, le réalisateur jouit d'une liberté artistique.
Le rôle du Prince Persa est proposé à Dirk Bogarde. Celui de Don Masino Croce est proposé à Albert Finney.

### Tournage
Le tournage a lieu en à Sutera en Sicile et dans les studios Cinecittà à Rome.
Bien qu'il ne réitère pas les dépassements de budget importants de La Porte du paradis (1980), Michael Cimino dépasse ici son budget. Il justifie cela aux producteurs en expliquant que la mafia locale contrôle certains lieux de tournages et des syndicats.

## Postproduction et différents montages
Après le tournage, Michael Cimino s'enferme pour le montage du film sans rendre de comptes aux producteurs. Il délivre une version de 150 minutes. Bien que son contrat stipule qu'il a le montage final, Michael Cimino doit présenter un montage inférieur ou égal à 120 minutes. Le réalisateur insiste pour que cette version soit présentée aux exécutifs de la Fox. Ces derniers exigeront des coupes pour pouvoir avoir plus de séances par jour. Cela engendrera des conflits entre les producteurs et le réalisateur, qui a passé près de six mois à monter le film. Furieux, Michael Cimino coupera de nombreuses scènes d'action pour descendre en dessous de 120 minutes. La production aura recours à des avocats pour régler le différend.
Une version director's cut de 146 minutes (soit 21 de plus que la version cinéma initiale) sort au cinéma dans quelques pays, comme la France, puis en VHS. Elle sera éditée quelques années plus tard en Blu-Ray sur le sol américain et DVD.
Le critique américain Leonard Maltin donne à cette version la note de 2 (sur 4) et écrit notamment que le film « parait plus court, avec plus de cohérence et un rôle plus important pour Barbara Sukowa ». Il ajoute cependant que cette version ne résout pas « le manque de sens de l'humour de Cimino et le visage ridiculement impassible de Lambert ».
F. X. Feeney du magazine LA Weekly plébiscite cette version. Il remarque que la Fox a fait supprimer des séquences majeures, finalement remises dans cette version longue. Il remarque aussi que cette nouvelle version rend justice à la performance de Christophe Lambert. Il décrit par ailleurs le film comme un « chef d’œuvre » et comme « le travail d'un génie » et qu'il s'agit du meilleur film de 1987,.

## Accueil

### Critique
Le film reçoit des critiques majoritairement négatives. C'est principalement l'incohérence narrative, le style visuel et le choix de Christophe Lambert qui sont très critiqués. Sur l'agrégateur américain Rotten Tomatoes, il récolte 11% d'opinions favorables pour 19 critiques et une note moyenne de 4,02⁄10.
Les célèbres critiques Gene Siskel et Roger Ebert seront ainsi très négatifs envers le film. Roger Ebert critique principalement la photographie du film et remarque que certains plans sont si sombres que l'on peine à identifier qui parle. Gene Siskel pointe quant à lui du doigt la performance de Christophe Lambert et ironise « c'est comme si le personnage d Al Pacino dans Le Parrain était joué par un mort-vivant ». Dans sa critique pour le Chicago Sun-Times, Roger Ebert ajoutera que ce film est dans la continuité des aspects incompréhensibles entourant chaque film de Michael Cimino.
Le producteur du film Bruce McNall (en) avouera être très déçu du film. Voyant Le Sicilien comme un descendant du Parrain, il expliquera « j'espérais quelque chose avec la même beauté, le drame et l'émotion. Cimino avait montré qu'avec Voyage au bout de l'enfer il était capable de faire un tel film. Mais il a échoué ». Le producteur s'appuie par ailleurs sur la critique écrite par le journaliste Roger Ebert : « Ebert a critiqué le choix des acteurs, la photographie, le script et même la qualité du son. Il [Cimino] a géré tout ça ».

### Box-office
En plus de critique presse négatives, le film est un flop au box-office. Il ne récolte que 5 406 879 $ aux États-Unis. En France, il attire tout de même 1 387 494 spectateurs en salles.